# 锦江乐园
31°08′28″N 121°24′13″E / 31.14111°N 121.40361°E
锦江乐园是一个位于上海市闵行区梅陇镇的一座游乐场，锦江乐园总面积11.3万平方米，职工约300名，属锦江国际集团，地址是虹梅路201号。該樂園起建于1984年，开放于1985年，是上海戰役后上海建设的第一家大型游乐场所。裡面有巨型悬挂回旋式过山车、峡谷漂流。
2002年，108米高的摩天輪建成，名字叫“上海大转盘”，建成時是“中国第一高、世界第三高”的巨型摩天轮。
2008年，锦江乐园被评为国家4A级旅游景区。
2014年4月28日，錦江樂園士林夜市開業。夜市的开市时间为工作日15点-22点，双休及节假日11点-22点。攤位數共有51個。
2023年4月，锦江乐园园内游乐项目由於开放不足，該乐园表示向市民游客道歉。
2023年7月11日，锦江乐园因供电故障暂停营业。7月13日，因全面恢复供电，锦江乐园恢复开放。
上海錦江樂園將於2025年1月26日起暫時閉園，預計將於2027年完成升級改造工作並重新開放。錦江樂園內的摩天輪於當年5月開拆。
2025年2月12日，錦江國際集團宣布與華納兄弟探索集團簽署合資協議，共同開發「哈利波特」主題樂園「哈利波特制片厂之旅」，於2027年開幕，該項目預計佔地面積5.3萬平方米。

## 附近交通
- 上海轨道交通1号线锦江乐园站
- 梅陇汽车站

## 外部連結
- 上海锦江乐园欢迎您
- 上海锦江乐园官方微博（页面存档备份，存于）